# 胡凱兒
Who Cares 胡凱兒是一個來自台灣台中的獨立樂團，成立於2016年，擅長曲風為獨立搖滾、另類搖滾，現樂團成員包含主唱謝浩澤、吉他手梁方文、吉他手林嘉恩、貝斯手陳廷曜，並與Session鼓手蔡秉廷長期配合。

## 樂團簡介
Who Cares 胡凱兒成立於2017年，起因為欲參加新光三越不插電音樂大賽，由主唱謝浩澤發起而組成。取名Who Cares亦為想表達就算輸了也不在乎的態度。原始團員為主唱謝浩澤、貝斯手陳廷耀、吉他手林于超、吉他手阿正、鼓手舟亢。
於2018年發行樂團首張EP《昨天》，其中單曲〈菸癮〉廣受好評，至今累積突破千萬次點閱。
經歷團員更迭，於2022年以主唱謝浩澤、貝斯手陳廷耀、吉他手梁方文、吉他手林嘉恩確立四人編制，陸續推出〈你給過我的快樂〉、〈午夜猶明〉，以及與理想混蛋主唱雞丁合作之〈你以外的日常〉等單曲。〈你給過我的快樂〉一曲獲選「街聲年度音樂趨勢大獎」年度二十大單曲獎。
後於2023年7月發行樂團首張正式專輯《天色》。胡凱兒於2024年12月在Zepp New Taipei舉辦樂團首次二千人規模專場演出，並在售票後迅速完售。

## 音樂作品

### 正規專輯
| #   | 專輯資料                                                                                           | 曲目 |
| 1st | 《天色》 - 發行日期：2023年7月26日 - 發行公司：禾廣娛樂（實體）、浮氣音樂（數位） - 語言類型：國語 | 曲目 1. 楔 2. 昨天2023 (ft. 南西 from 南西肯恩) 3. 學會 4. 多雲時晴 5. 突然醒來的某個下午 6. 風平浪靜之後 7. 午夜猶明 (ft. 宋家耘 from 庸俗救星) 8. 你以外的日常 (ft. 雞丁) 9. 你給過我的快樂 10. 天色 |

### EP
| #   | 專輯資料                                                                                       | 曲目                                                                                                   |
| 1st | 《昨天》 - 發行日期：2018年12月5日 - 發行公司：禾廣娛樂（實體）、街聲（數位） - 語言類型：國語 | 曲目 1. 如何 2. 假象 3. 停靠 4. 菸癮 5. 昨天 (ft. 康書晴)                                              |
| 2nd | 《昨天再見》 - 發行日期：2022年10月11日 - 發行公司：浮氣音樂（數位） - 語言類型：國語          | 曲目 1. 如何-Unplugged 2. 假象-Unplugged 3. 停靠-Unplugged 4. 菸癮-Unplugged 5. 昨天-Live 6. 菸癮-Live |

### 單曲
| 作品名稱                               | 發行日期       | 附註               |
| 〈惑者〉                               | 2021年4月15日  |                    |
| 〈Illusion ft. 魏小 from OBSESS〉      | 2022年10月19日 |                    |
| 〈你給過我的快樂〉                     | 2022年11月23日 | 收錄於《天色》專輯 |
| 〈午夜猶明 ft. 宋家耘 from 庸俗救星 〉 | 2023年3月29日  | 收錄於《天色》專輯 |
| 〈你以外的日常 ft. 雞丁〉              | 2023年6月30日  | 收錄於《天色》專輯 |
| 〈下一次黎明〉                         | 2024年4月3日   |                    |
| 〈花季〉                               | 2024年11月7日  |                    |
| 〈天空織成〉                           | 2025年5月20日  |                    |

## 演唱會
| 日期           | 名稱                                        | 城市   | 場地             | 附註         |
| -------------- | ------------------------------------------- | ------ | ---------------- | ------------ |
| 2023年9月1日   | 天駅區間小巡迴 台北場                       | 台北市 | Revolver         |              |
| 2023年9月9日   | 天駅區間小巡迴 高雄場                       | 高雄市 | 百樂門           |              |
| 2023年9月10日  | 天駅區間小巡迴 台中場                       | 台中市 | Legacy Taichiung |              |
| 2023年11月18日 | 《天色》專輯發片專場-〈天駅〉專點站         | 台北市 | Nuzone           |              |
| 2023年11月19日 | 《天色》專輯發片專場-〈天駅〉專點站（加場） | 台北市 | Nuzone           |              |
| 2023年12月16日 | 天駅區間小巡迴 ＃屏東番外篇                 | 屏東縣 | 屏菸1936文化基地 | 火氣音樂主辦 |
| 2024年6月15日  | 《圍胡夜話》不插電小巡迴 台中場             | 臺中市 | Legacy Taichung  |              |
| 2024年6月28日  | 《圍胡夜話》不插電小巡迴 高雄場             | 高雄市 | LIVE WAREHOUSE   |              |
| 2024年6月30日  | 《圍胡夜話》不插電小巡迴 台北場             | 臺北市 | Corner Max       |              |
| 2024年12月22日 | 《積憂谷》2024年度專場                      | 臺北市 | Zepp New Taipei  |              |

## 外部連結
- 胡凱兒的Facebook專頁
- 胡凱兒的Instagram帳戶
- YouTube上的胡凱兒頻道
- 胡凱兒的StreetVoice